# Otto Mangler
Otto Johannes Mangler, kurz Mangler I genannt, (* 1. März 1871 in Oschatz; † 3. November 1952 in Dresden-Laubegast) war ein deutscher Jurist und Politiker (Konservativer Landesverein in Sachsen).

## Leben

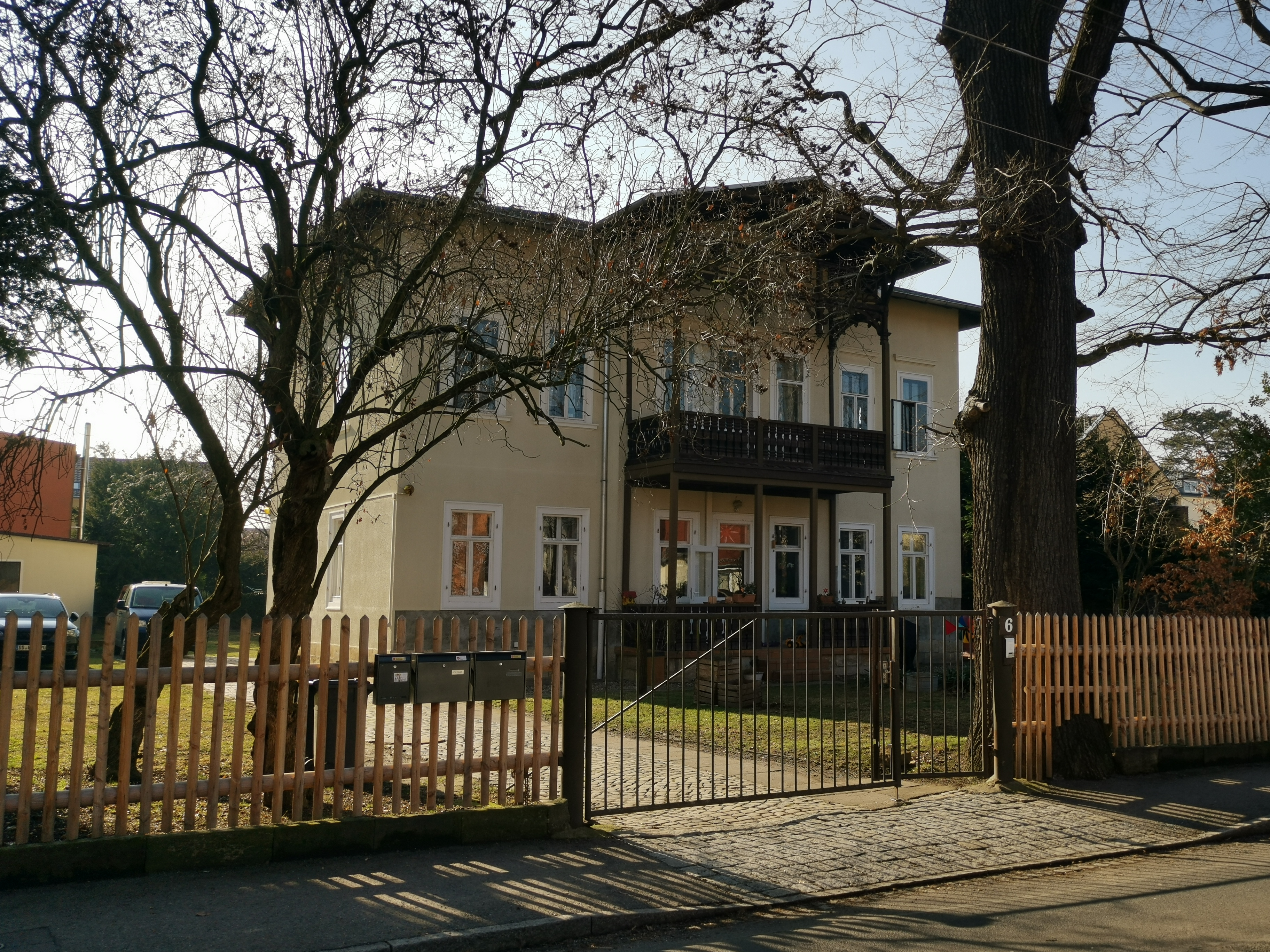
Haus Sudetenstraße 6 in Dresden-Laubegast

Er wurde als Sohn eines Seilermeisters geboren. Nach dem Studium der Rechtswissenschaften und seiner Promotion zum Dr. jur. war Otto Mangler u. a. als Landrichter in Freiberg tätig. Er trat dem Konservativen Landesverein in Sachsen bei und wurde für diesen 1909 als Abgeordneter des 27. bäuerlichen Wahlkreises in den Sächsischen Landtag gewählt, dem er bis 1918 angehörte. Spätestens 1915 wurde er Landgerichtsrat in Dresden und 1917 Oberlandesgerichtsrat. Er war mit seiner Familie von Freiberg nach Loschwitz gezogen. In der Seestraße 4 in der Altstadt von Dresden eröffnete Otto Mangler eine Rechtsanwaltskanzlei, in die später auch sein Sohn Sigfrid einzog. Am 13. Februar 1945 wurde diese Kanzlei beim schweren Bombenangriff auf Dresden zerstört. Otto Mangler lebte bis zu seinem Tod 1952 in der heute unter Denkmalschutz stehenden Villa im Landhausstil in der Sudetenstraße 6 in Dresden-Laubegast.

## Schriften (Auswahl)
- Richter und Güteverfahren. In: Deutsche Richterzeitung 1916, S. 532–537.